# Diemjanka
Diemjanka (ros. Демьянка) – rzeka w Rosji, prawy dopływ Irtyszu. Długość rzeki wynosi 1160 km, powierzchnia dorzecza 34 800 km².

## Przebieg rzeki
Źródła rzeki na bagnach w północno-wschodniej części obwodu omskiego. Rzeka powstaje z połączenia dwóch mniejszych rzek: Jużnej Diemjanki i Wostocznej Diemjanki. Następnie, płynąc w kierunku zachodnim, przepływa przez nizinny, bagnisty teren obwodu tiumeńskiego. Ujście do Irtyszu jako prawy dopływ w miejscowości Diemjanskoje w obwodzie tiumeńskim. 
W dolnym biegu rzeka jest żeglowna. W okresie letnim jest wykorzystywana do raftingu. 

## Główne dopływy
Lewe dopływy:
- Tiegus
- Urna
- Imgyt
- Bolszoj Kunjak

Prawe dopływy:
- Kieum